# Шварцвальдський міст
47°33′29″ пн. ш. 7°36′50″ сх. д. / 47.558055555556° пн. ш. 7.6138888888889° сх. д.
Шварцвальдський міст (нім. Schwarzwaldbrücke) — міст з найщільнішим автотрафіком через Рейн у швейцарському місті Базель. 
Є провідною ланкою сполучення автомагістралей швейцарської A2 та німецької A5. 
Також обслуговує місцевий трафік.

## Історія
Коли будівництво німецької автостради з півночі на південь від Гамбурга та Франкфурта-на-Майні наблизилося до кордону Швейцарії, було запропоновано проекти, як пристосуватись до цього трафіку. 
У 1960 році Федеральні збори Швейцарії вирішили побудувати національну мережу доріг Швейцарії та, ймовірно, один із найважливіших елементів для міжнародного транзитного трафіку — національну дорогу N2 (сьогодні A2) від Базеля через Люцерн і Готтард до К'яссо.
З середини 1960-х років федеральна магістраль А5 закінчувалася за кілька сотень метрів на північ від швейцарського кордону у Вайль-на-Рейні, і рух тимчасово з’єднали з існуючими федеральними магістралями. 
Для продовження розглядалися два варіанти: зовнішня східна об’їзна дорога через місцеву рекреаційну зону Ланге-Ерлен і Бірсфельден і внутрішня як міська автострада через місто Базель.
Після тривалих, гарячих і широких публічних дебатів Велика Рада вирішила віддати пріоритет внутрішньому східному обходу, довжина якого становила менше 6 км. 
Було прийнято маршрут, який пролягав ближче до центру міста і прямував вздовж чинних колій SBB сполучної залізниці. 
Також планувалось, що велика кількість розв'язок зменшать навантаження на міський трафік.
Будівництво міської магістралі розпочалося влітку 1966 року.

## Міст
За для спорудження N2, було потрібно побудувати новий міст через Рейн. 
Він знаходився між сполучним залізничним мостом і мостом Санкт-Альбан. 
Нова споруда була продовженням Шварцвальдаллеє-штрассе і тому отримала назву Шварцвальдський міст. 
Він також мав смуги для місцевого руху, тому сусідній міст Санкт-Альбан, демонтований в 1973 році, став непотрібним.
Будівельні роботи тривали в 1970-73 рр. і виконувалися десятьма компаніями, які брали участь у міжнародному тендері .
Попередньо напружений бетонний міст із десятьма смугами, шириною 47,7 м та довжиною 233,5 м має дві групи пілонів, кожна з яких має чотири пілони, центральний прогін — 119 м та 59,5 м (зі сторони Кляйн-Базель) або 55,2 м (зі сторони Гросс-Базель).
З десяти смуг чотири посередині зарезервовані для автомагістралі, а три зовні зарезервовані для місцевого індивідуального міського руху. 
З кожного боку мосту є підняті тротуари шириною приблизно 3 метри для пішохідного руху. Однак при плануванні мосту забули про безмоторні двоколісні транспортні засоби, що довелося пізніше виправити кольоровим маркуванням .
Значна частина транспорту прямує у напрямку північ-південь через Шварцвальдський міст. 
У липні 2005 року трафік був 81 800 автомобілів на день.